# Kreis Cluj (Großrumänien)

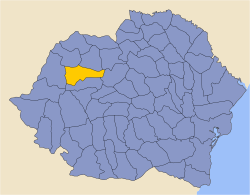
Kreis Cluj im Königreich Rumänien (1919–1949)

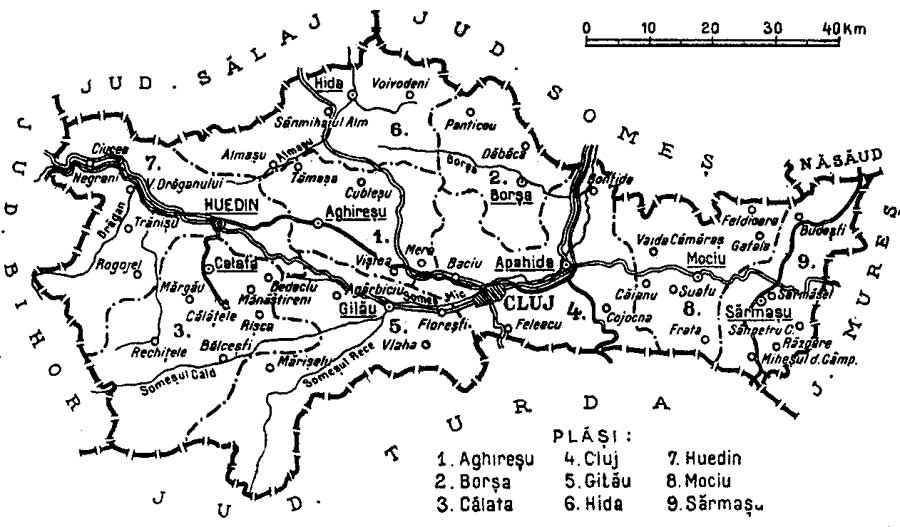
Die 9 Bezirke im Kreis Cluj (1938)

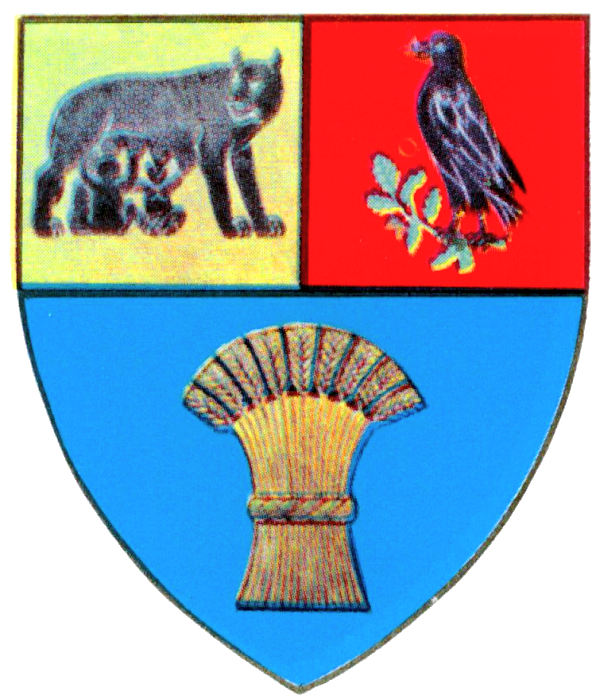
Wappen des Kreises Cluj in der Zwischenkriegszeit

Der Kreis Cluj oder Distrikt Cojocna (rumänisch Județul Cluj) war als Nachfolger des Komitats Klausenburg (ungarisch Kolozs vármegye) eine historische Verwaltungseinheit in Siebenbürgen ein Teil des Königreichs Rumänien. Sitz der Verwaltung und des Tribunals war die Stadt Cluj.
Der Kreis Cluj bestand von 1920 bis 1950, als im Zuge der sowjetischen Organisation Rumäniens die Județe abgeschafft wurden. 1930 wurden im damaligen Kreis Cluj nach unterschiedlichen Angaben, 333.545 oder 334.991 Menschen registriert.

## Geographische Lage
Östlich des Bihor-Gebirges (Munții Bihorului) über das Somesch-Hochland (Podișul Someșan) bis in die Mitte der Siebenbürgischen Heide (Câmpia Transilvaniei), erstreckte sich der Distrikt auf etwa 4.813 Quadratkilometer.
Die neun Bezirke des Kreises waren: Aghireșu mit 28 Dörfer, Borșa mit 21 Dörfer, Călata mit 25 Dörfer, Cluj mit 27 Dörfer, Gilău mit 24 Dörfer, Hida mit 28 Dörfer, Huedin mit 28 Dörfer, Mociu mit 28 Dörfer und Sărmașu mit 21 Dörfer.

## Angaben der Volkszählung von 1930

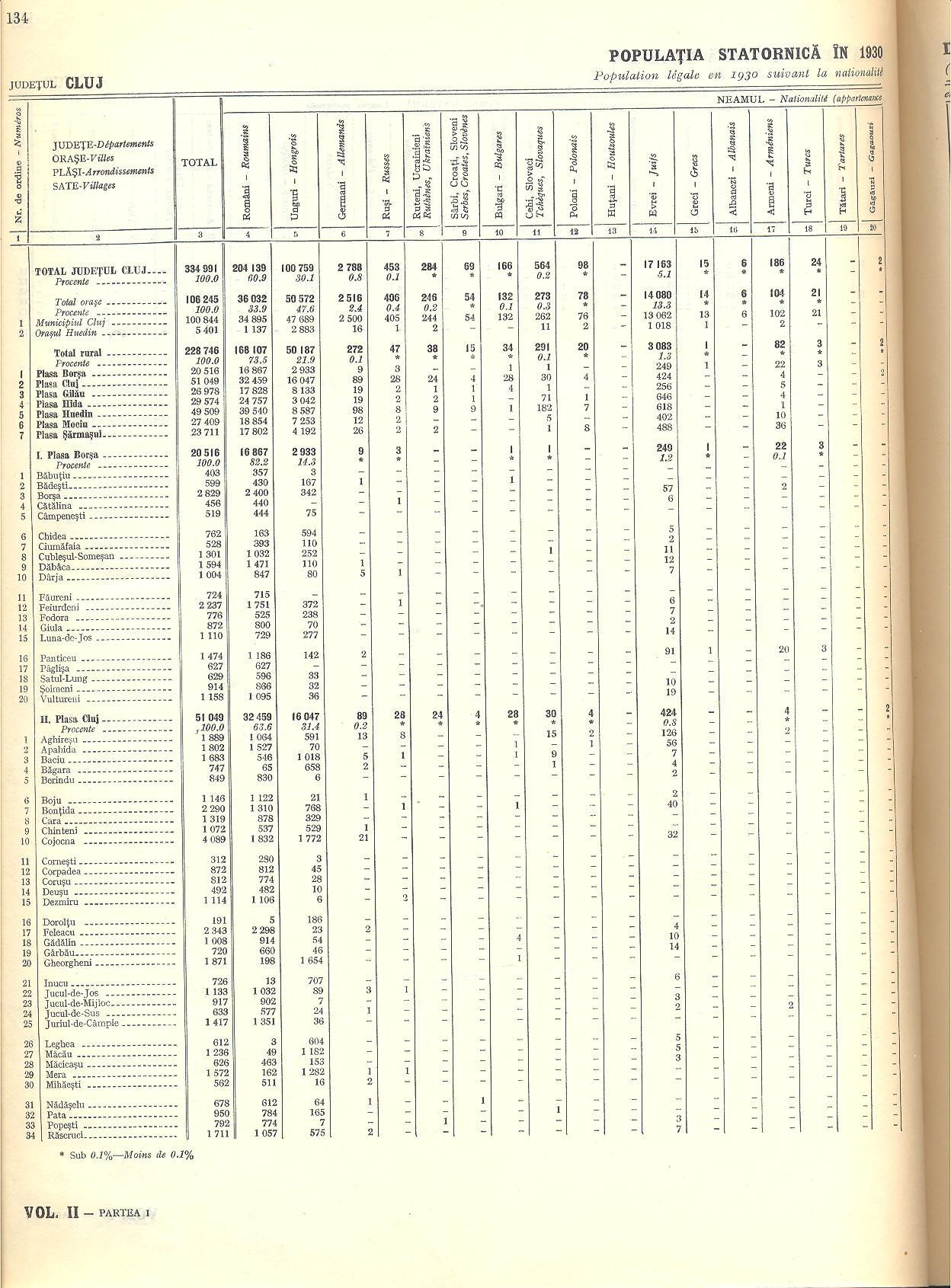
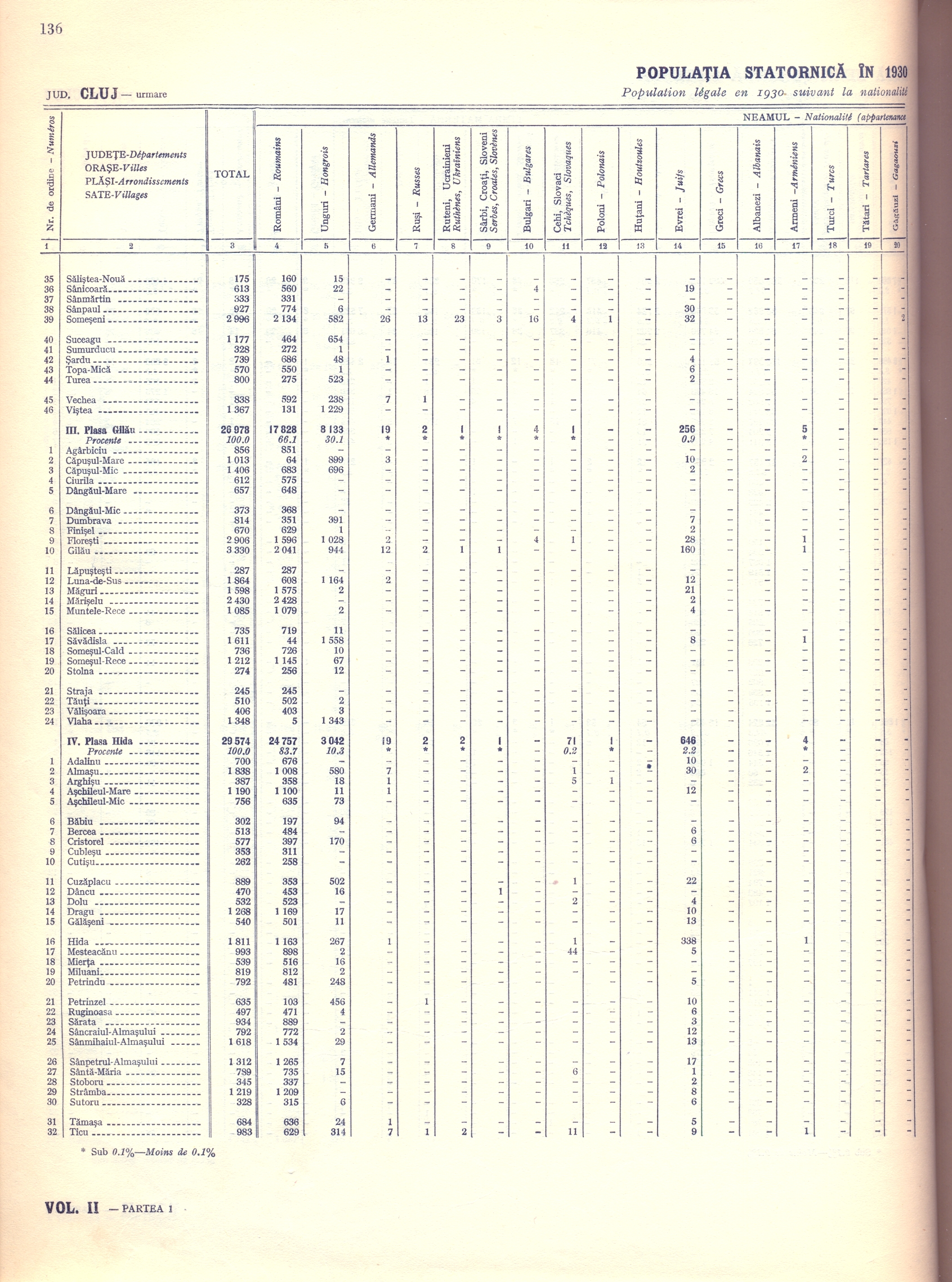
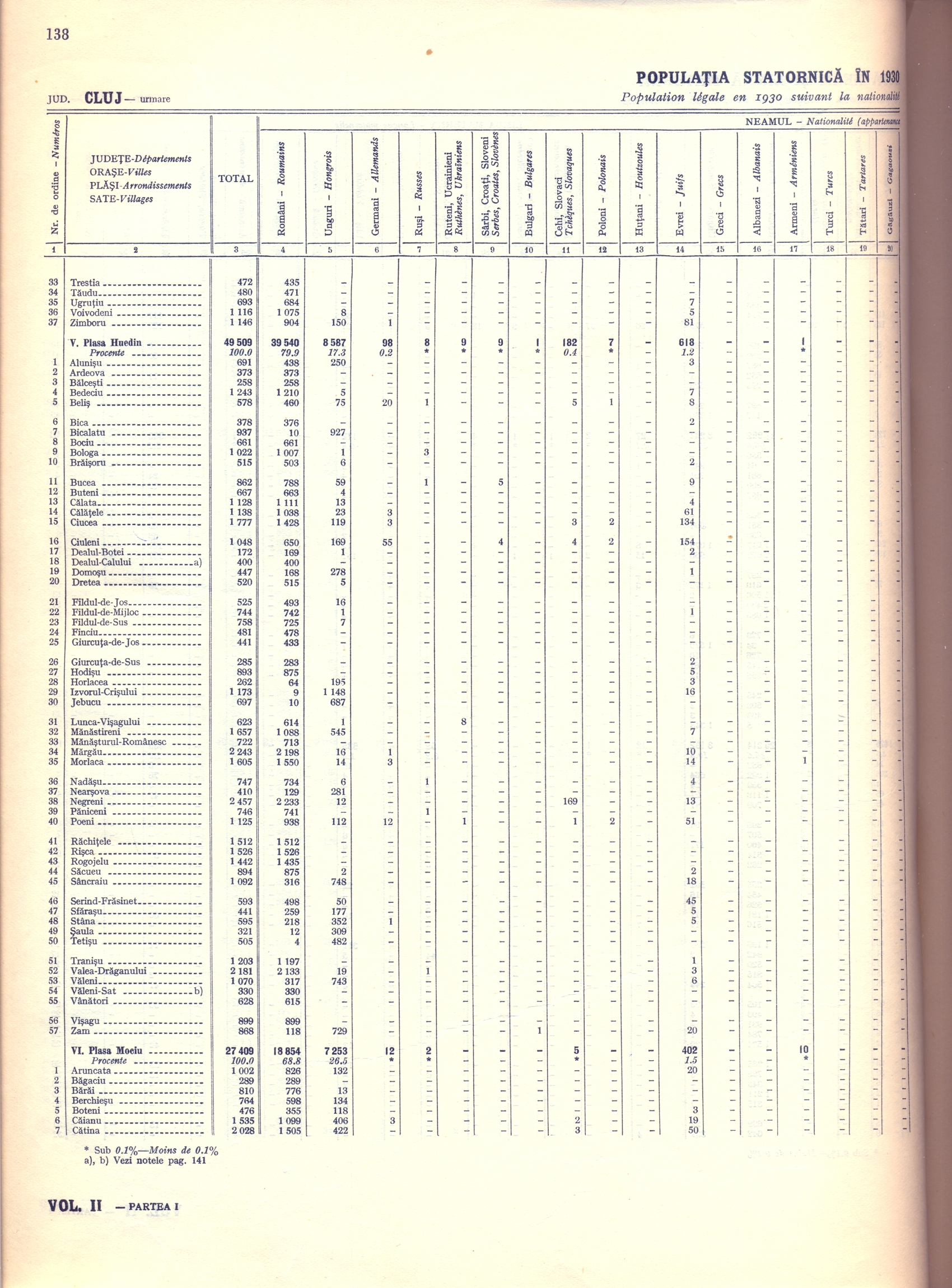
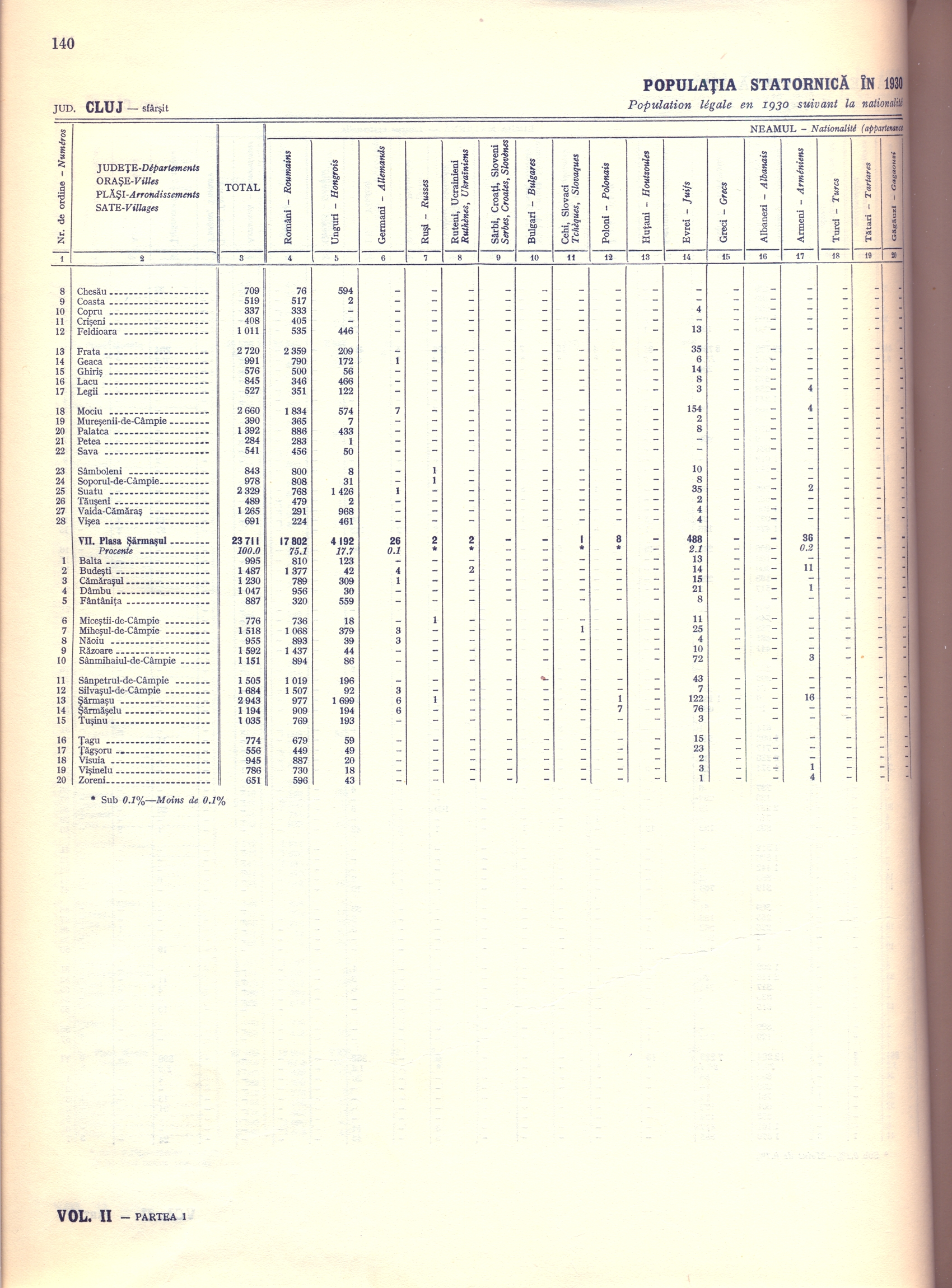